# Comité spécial du Sénat des États-Unis sur le vieillissement
Le Comité spécial du sénat des États-Unis sur le vieillissement (United States Senate Special Committee on Aging) a été initialement créé en 1961 en tant que commission temporaire ; il est devenu une commission permanente du Sénat en 1977. En tant que commission spéciale, elle n'a pas de pouvoir législatif, mais elle étudie les questions relatives aux Américains âgés, en particulier le Medicare et la sécurité sociale.
Avant l'adoption de Medicare, le comité étudiait la couverture d'assurance maladie des citoyens américains âgés. Le comité supervise le programme Medicare, la sécurité sociale et la loi sur les Américains âgés. Parmi les questions qui ont été examinées par le comité figurent les conditions inacceptables dans les maisons de retraite, la protection contre la discrimination fondée sur l'âge et les pratiques de tarification des médicaments sous ordonnance,.

## Membres pour chaque législature

### Membres durant le117econgrès(2021-2023)
| Majorité | Opposition |
| --- | --- |
| - Bob Casey, Pennsylvanie, président - Kirsten Gillibrand, New York - Richard Blumenthal, Connecticut - Elizabeth Warren, Massachusetts - Doug Jones, Alabama - Kyrsten Sinema, Arizona - Jacky Rosen, Nevada | - Susan Collins, Maine - Tim Scott, Caroline du Sud - Richard Burr, Caroline du Nord - Martha McSally, Arizona - Marco Rubio, Floride - Josh Hawley, Missouri - Mike Braun, Indiana - Rick Scott, Floride |

### Membres durant le116econgrès(2019-2021)
| Majorité | Opposition |
| --- | --- |
| - Susan Collins, Maine, présidente - Tim Scott, Caroline du Sud - Richard Burr, Caroline du Nord - Martha McSally, Arizona - Marco Rubio, Floride - Josh Hawley, Missouri - Mike Braun, Indiana - Rick Scott, Floride | - Bob Casey, Pennsylvanie - Kirsten Gillibrand, New York - Richard Blumenthal, Connecticut - Elizabeth Warren, Massachusetts - Doug Jones, Alabama - Kyrsten Sinema, Arizona - Jacky Rosen, Nevada |

## Liste des présidents de la commission
- Patrick V. McNamara (D-MI), 1961–1963
- George Smathers (D-FL), 1963–1967
- Harrison A. Williams (D-NJ), 1967–1971
- Frank Church (D-ID), 1971–1979
- Lawton Chiles (D-FL) 1979-1981
- John Heinz (R-PA), 1981–1987
- John Melcher (D-MT), 1987–1989
- David Pryor (D-AR), 1989–1995
- William Cohen (R-ME), 1995–1997
- Chuck Grassley (R-IA), 1997–2001
- John Breaux (D-LA), 2001[4]
- Larry Craig (R-ID), 2001
- John Breaux (D-LA), 2001–2003
- Larry Craig (R-ID), 2003–2005
- Gordon Smith (R-OR), 2005–2007
- Herb Kohl (D-WI), 2007–2013
- Bill Nelson (D-FL), 2013–2015
- Susan Collins (R-ME), 2015–2021
- Bob Casey (D-PA), 2021–en cours